# Atlixco
Atlixco è una municipalità dello stato di Puebla, nel Messico centrale, il cui capoluogo è la località omonima.
Conta 127.062 abitanti (2010) e ha una estensione di 293,01 km². 	 	
Il significato del nome della località in lingua nahuatl è luogo dove l'acqua è alla superficie.

## Luoghi di interesse
Il centro di Álamos dal 2015 fa parte del programma Pueblos Mágicos.